# Безруков, Филипп Иванович

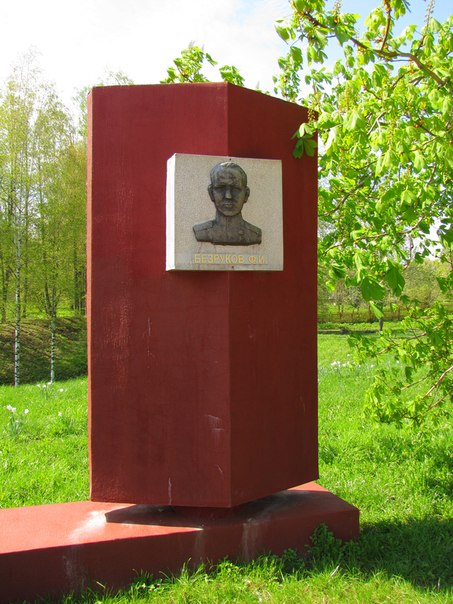
Могила Безрукова в Микулино.

Филипп Иванович Безруков (26 февраля 1922, Пестерево, Челябинская губерния — 12 мая 1943, Руднянский район, Смоленская область) — гвардии красноармеец Рабоче-крестьянской Красной Армии, участник Великой Отечественной войны, Герой Советского Союза (1944).

## Биография
Филипп Иванович Безруков родился 26 февраля 1922 года в крестьянской семье в деревне Пестерево Сычевского сельсовета Сычевской волости Курганского уезда Челябинской губернии, ныне деревня входит в Варгашинский муниципальный округ Курганской области. Русский. О дате рождения свидетельствует запись № 46 от 28 февраля 1922 года в книге регистрации ЗАГСА посёлка Варгаши. Отец Иван и мать Вера Ильинична в книгу регистрации записаны без отчества. Филипп в семье был вторым ребёнком, первым был Григорий. Впоследствии у Григория родился сын Сергей.
Окончил начальную школу, после чего из-за смерти отца был вынужден работать плотником. В 1938 году переехал в Челябинск. Окончил железнодорожное училище, работал кочегаром, затем помощником машиниста. Член ВЛКСМ.
4—5 июня 1941 года, за 18 дней до начала войны, Безруков был призван на службу в Рабоче-крестьянскую Красную Армию Ленинским РВК г. Челябинска. После окончания курсов минёров-подрывников после их окончания его зачислили в инженерные части минёром 43-й армии Калининского фронта.
В августе 1942 года, когда стали формировать 10-й отдельный гвардейский батальон минёров, Безруков Филипп Иванович был зачислен добровольцем в его состав в роту гвардии старшего лейтенанта Дубовицкого Ивана Абрамовича, во взвод к опытному офицеру инженерных войск Колосову Николаю Васильевичу. Вместе со всеми товарищами прошёл дополнительную подготовку в качестве разведчика и минёра-подрывника для действий в тылу противника. Зимой 1942 года с группой товарищей неоднократно выполнял задания командования Калининского фронта по минированию и подрыву важных объектов в тылу противника в районе Ржева, в период проведения Ржевской наступательной операции.
В январе — феврале 1943 года прошёл подготовку в качестве парашютиста-десантника. 
В ночь на 22 апреля 1943 года с аэродрома д. Кочегарово началась переброска в тыл противника диверсионного отряда под командованием гвардии старшего лейтенанта И.А. Дубовицкого самолетами У-2 и Р-5 с парашютами и боезапасами. Переброска проводилась ночью, каждый самолет брал по 1 человеку, и продолжалась до 4 мая 1943 года в заранее обусловленные места в районе Касплянская Государственная лесная дача — д. Савостино (35-40 км от линии фронта). Всего был выброшен 31 человек (4 офицера, 9 сержантов, 17 минеров и 1 санинструктор). Отряд имел 26 ППШ, 3 пистолета ТТ, 2 карабина, 58 гранат РГД, 2 бинокля, перископ, а также 250 кг тола, 30 мин ПМД-6, 8 мин АКС-8, 25 колесных замыкателей и 60 взрывателей МУВ, финские ножи. Отряд был подготовлен к действиям отдельными группами. Первым десантировался командир отряда гвардии старший лейтенант Дубовицкий Иван Абрамович с расчетом радиостанции. Их приняли партизаны бригады Соколова. Выброска продолжалась 13 суток, что послужило демаскирующим фактором для противника. И 4 мая он предпринял попытку окружения отряда и партизан. К моменту действия отряда в районе были сожжены 28 деревень, в уцелевших деревнях размещались гарнизоны противника.
8 мая 1943 года группе минеров под командованием гвардии старшего лейтенанта Н. В. Колосова была поставлена боевая задача: «Действовать на железно-дорожной магистрали Витебск — Смоленск. Подорвать вражеский эшелон, разведать движение противника на автомагистрали и взорвать мост». Группа Колосова ночами трое суток добиралась к месту выполнения боевой задачи. У деревни Савостье группа обнаружила и уничтожила крупный склад боеприпасов. 
Не доходя до железной дороги, попали в окружение в лесу в урочище Миновщина, где действовала бригада Вишнева. Гвардейцам удалось отбиться от фашистов без потерь, но их продолжали преследовать. Николай Колосов решил разделить отряд из 13 человек: группа младшего лейтенанта Камелбека Шарипова с проводником Рыбаковым Владимиром Марковичем должна укрыться и затем продолжить выполнение задачи, а Колосов с 5 гвардейцами уводит преследователей.
К утру 12 мая 1943 года минёры дошли до деревни Матушево (бел. Матушова) Лиозненского района Витебской области Белорусской ССР. Противник оцепил район действий партизан и наступал цепями с трех сторон, из леса с северо-востока и юго-востока. Группа так и не смогла оторваться от преследования. Ещё до начала операции разведчики заложили схрон с запасом тротила и мин на высоте 207,8 в районе деревни Княжино Микулинского сельсовета Руднянского района Смоленской области РСФСР. Бойцы отступили к своему схрону, где успели окопаться, установить фугасы, и приготовились к обороне. Немцы произвели несколько безуспешных атак. Встретив сопротивление противник применил артиллерию, миномёты и вызвали самолёт. После двухчасового боя немцы устроили митинг, согнав на него жителей деревень Княжино и Дубровка. Фашистские офицеры внушали солдатам опасаться гвардейцев, называя их сталинскими головорезами. После митинга трупы 126 своих солдат немцы увезли на трех автомобилях, а жители деревень (Захаренков Иван, Шукаева Матрёна, Сазоненкова Мария) похоронили советских бойцов в братской могиле. Они вспоминали, что у советских бойцов были выколоты глаза, отрезаны уши, носы, тела исколоты штыками. С 14 июня по 8 июля 1943 года противник проводил третий этап блокады партизан и отряда минеров. Партизанская бригада Соколова была разбита; отряд гвардии старшего лейтенанта Дубовицкого после 145 суток нахождения в тылу врага, вышел из окружения в составе 11 человек. 29 сентября 1943 года освободили Микулино, вскоре Княжино. Деревня Княжино ныне не существует.
Указом Президиума Верховного Совета СССР от 4 июня 1944 года за «образцовое выполнение боевых заданий командования на фронте борьбы с немецко-фашистским захватчиками и проявленные при этом мужество и героизм» красноармеец Филипп Безруков посмертно был удостоен высокого звания Героя Советского Союза. Тем же Указом звание Героя было присвоено остальным участникам боя: Николаю Васильевичу Колосову, Вячеславу  Борисовичу Ефимову, Ивану Кирилловичу Базылеву, Владимиру Петровичу Горячеву, Михаилу Васильевичу Мягкому.
8 мая 1945 года они были перезахоронены в деревне Микулино Микулинского сельсовета Руднянского района Смоленской области, ныне деревня входит в состав Переволочского сельского поселения того же района и области.

## Награды
- Герой Советского Союза, 4 июня 1944 года[11]
  - Медаль «Золотая Звезда»
  - Орден Ленина

## Память
- Безруков был навечно зачислен в списки воинской части.
- На месте боя у д. Княжино установлен памятный знак. Место боя с памятным знаком расположено южнее д. Дубровка в 1,5 км. Естественная высота поднимается над местностью на 7—-8 м. На высоте площадка 10×10 м. К памятному знаку ведёт бетонная дорожка. В основании знака бетонное прямоугольное возвышение. В центре установлена стела из мраморной крошки. На её западной стороне вверху чёрная металлическая пластина с надписью «1941 —- 1945». Ниже установлена мемориальная доска с фамилиями погибших и Звездой Героя Советского Союза[12] — 55°05′44″ с. ш. 31°00′38″ в. д.HGЯO
- На братской могиле в д. Микулино Смоленской области 8 мая 1945 года был открыт монумент, сооружённый представителями инженерных войск 1-го Прибалтийского фронта — 55°01′57″ с. ш. 31°06′23″ в. д.HGЯO
- В честь Безрукова названы улицы в городах Челябинск Челябинской области и Ростов Ярославской области, а также в пгт Варгаши Варгашинского муниципального округа Курганской области.
- Мемориальная доска, Челябинская область, город Челябинск, ул. Безрукова, 2[13] — 55°07′00″ с. ш. 61°26′59″ в. д.HGЯO